# Johan Reimann
Johan Martini Reimann (født 19. marts 1953 i København) er en dansk jurist og tidligere politidirektør i Nordsjællands Politi. 1. juli 2009 tiltrådte han som politidirektør i Københavns Politi, hvor han afløste Hanne Bech Hansen, der gik på pension. Han var direktør for Kriminalforsorgen fra 1. februar 2013 til udløb af sin åremålsansættelse d. 31. december 2016.
Johan Reimann er søn af civilingeniør C.J. Reimann (død 1999) og hustru lægesekretær Hanne Smith (død 2005). Gift med kontorassistent Lita Reimann (født 7. juni 1951), datter af Edvin Hansen (død 1998) og hustru Tenna Hansen.
Reimann blev student 1972 fra Rungsted Statsskole, samme årgang som Michael Dithmer. Reimann blev uddannet cand.jur. fra Københavns Universitet i 1978. Som nyuddannet fik han job som advokatfuldmægtig i København 1978-1979, men kom hurtigt til Justitsministeriet, hvor han var ansat en årrække, som ministersekretær 1979, udstationeret til registertilsynet, retur til Justtisministeriet, kontorchef 1988 og derefter kontorchef i forskellige kontorer i Justitsministeriet. Han var ministersekretær for Erik Ninn-Hansen, og blev i denne egenskab indblandet i Tamilsagen. Reimann slap for en tjenestemandssag, fordi han havde sagt ministeren imod. Til gengæld blev han kritiseret for sin rolle i den såkaldte 'telefax-skandale'. Her lykkedes det ham at koble ombudsmanden af Tamil-sagen ved at få Grethe Fenger Møller til at indkalde ministeren til møde i retsudvalget. I Tamilrapporten, der kortlagde ansvaret for skandalen, blev det konkluderet, at Reiman kunne kritiseres for den manøvre.
Efter Ninn-Hansens fald blev han i 1994 kommiteret i Justitsministeriet i EU- og menneskeretsspørgsmål. I 1996 blev han afdelingschef samme sted. I 2003 blev han ansat som statsadvokat og Danmarks repræsentant hos Eurojust i Haag. Her var han til 2006, hvor han blev udnævnt til politidirektør for Nordsjællands Politi. Samtidig blev han formand for Ungdomskommissionen. I maj 2009 blev det offentliggjort, at Reimann til juli samme år ville blive ny politidirektør for Københavns Politi. 
Sideløbende med sin øvrige karriere har Johan Reimann fungeret som underviser ved Københavns Universitet og Politiskolen, ligesom han har forfattet flere juridiske artikler.
Johan Reimann er – indirekte – blevet kritiseret for sin rolle i Tamilsagen i Niels Ufers stykke Mens vi venter på retfærdigheden (fremført af Peter Larsen, 1991).
2012 blev han Kommandør af Dannebrogordenen.